# Maria Ginter

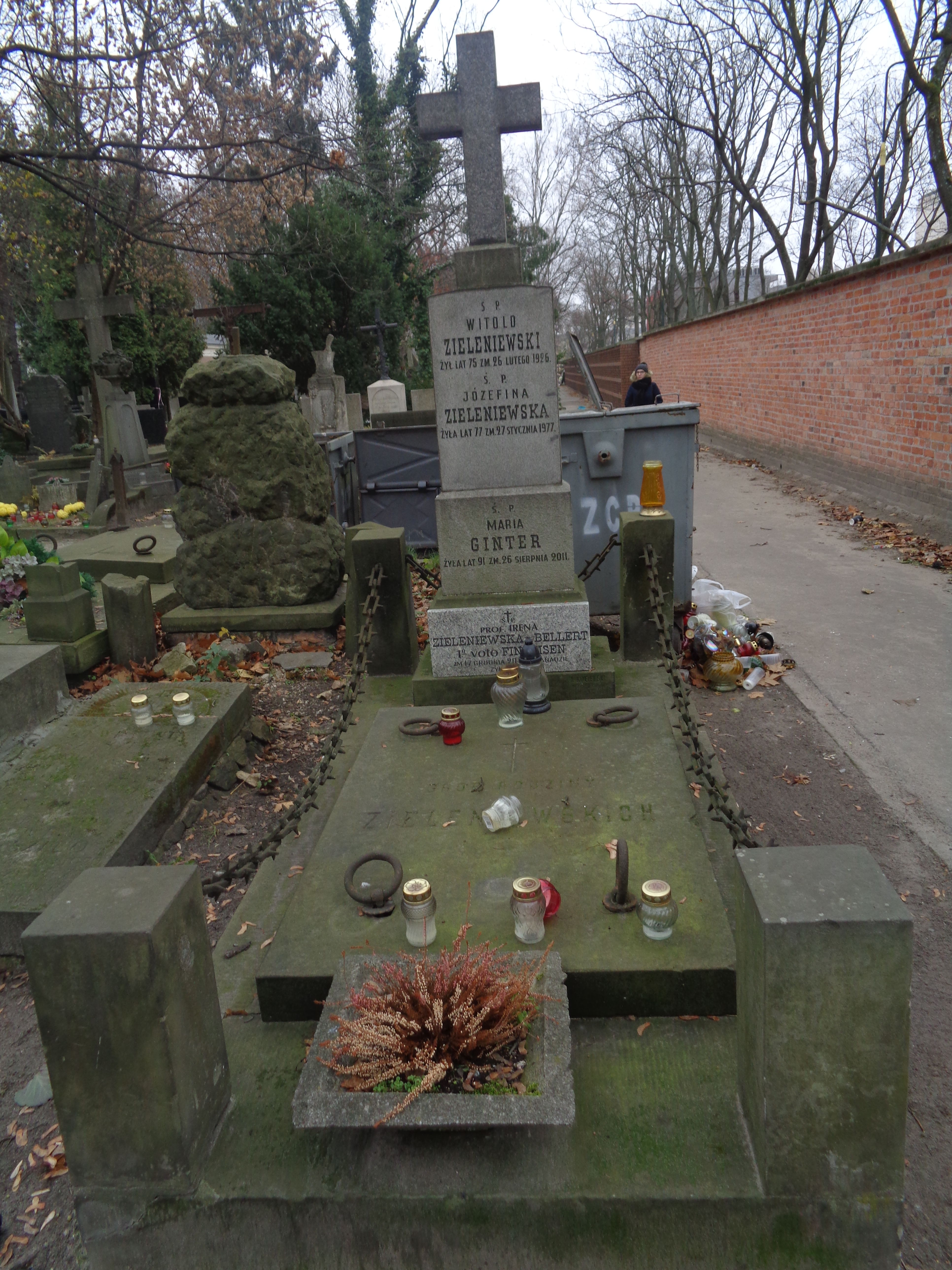
Grób Marii Ginter na Starych Powązkach

Maria Ginter, z Zieleniewskich herbu Zgraja (ur. 23 listopada 1922 w Smolicach, zm. 26 sierpnia 2011 w Warszawie) – polska pisarka, rzeźbiarka, malarka i sportsmenka. Uczestniczka ruchu oporu w czasie II wojny światowej, powstaniec warszawski. Po wojnie była pierwszą w Polsce kobietą-zawodowym kierowcą ciężarówki.

## Zarys biografii
Urodziła się w rodzinnym majątku ziemskim w Smolicach i tam spędziła dzieciństwo. Była absolwentką klasztornych szkół sióstr urszulanek w Pniewach. Od najmłodszych lat wykazywała zamiłowanie do przyrody i zwierząt. Ponadto uprawiała z sukcesami wiele dyscyplin sportowych, m.in. jeździectwo, narciarstwo i tenis, tocząc zacięte pojedynki z najlepszą polską tenisistką, Jadwigą Jędrzejowską. Była także aktywną członkinią klubu automobilowego – uczestniczką wielu rajdów i wyścigów oraz szybowniczką.
Po wybuchu II wojny światowej wraz z rodziną przeniosła się do Warszawy. Podczas obrony stolicy zgłosiła się ochotniczo do pracy w szpitalu w charakterze sanitariuszki. Wstąpiła do ZWZ-AK (pseud. „Iza”) i w tym samym czasie wyszła za mąż za Jana Korzybskiego. Po aresztowaniu przez Niemców trafiła do więzienia na Pawiaku, skąd dzięki wielu zabiegom udało się ją wydostać. Walczyła w powstaniu warszawskim, w którym straciła męża, również powstańca, i została sama z maleńkim synem.
Po zakończeniu wojny, by zapewnić byt dziecku i zdobyć mieszkanie, musiała pokonywać liczne przeszkody stawiane przed nią przez ówczesne władze ze względu na figurujące w jej dokumentach zapisy: „b.z.” (były ziemianin) i „członek AK”. Imała się różnych zajęć, była m.in. pierwszą w tym okresie kobietą w Polsce, która zawodowo prowadziła samochody ciężarowe. Później pracowała – przeważnie dorywczo – jako graficzka, tłumaczka i dziennikarka. Po pewnym czasie uznała, iż chcąc utrzymać rodzinę, musi wyjechać za granicę.
Wyemigrowała w 1962. Najpierw przebywała w Wielkiej Brytanii, Francji i krótko w Maroku, a następnie w Kanadzie i Stanach Zjednoczonych. W USA podjęła studia uniwersyteckie na wydziałach romanistyki i sztuki, na obu uzyskując tytuł MA. Za oceanem współpracowała z tamtejszą Polonią, wśród której zdobyła duży szacunek. Malowała, rzeźbiła i organizowała wystawy swoich prac, pisała książki i podróżowała.
W 1980 wróciła do Polski i zamieszkała w Warszawie, na Żoliborzu. Niemal od razu zaangażowała się w działalność artystyczną, społeczną i sportową. Była członkinią polskiego PEN Clubu, Stowarzyszenia Pisarzy Polskich, Europejskiej Unii Kobiet, Światowego Związku Żołnierzy Armii Krajowej (miała stopień porucznika rezerwy) i Polskiego Towarzystwa Ziemiańskiego. Od 1987 była fundatorką corocznej nagrody literackiej za twórczość pamiętnikarską.
Wspomagała także finansowo warszawskie schroniska dla zwierząt. W swoim żoliborskim domu zawsze miała kilka psów, a przez dłuższy czas prowadziła – pionierską w Polsce – hodowlę labradorów. Gdy byłam młoda, moją największą pasją były konie, a teraz gdy doszłam do wieku seniorskiego są nią psy, a szczególnie labradory.
Jej siostrą była Irena Findeisen-Bellert.
Maria Ginter zmarła 26 sierpnia 2011 w Warszawie. Pochowana z wojskowymi honorami, spoczęła w rodzinnym grobie na cmentarzu Powązkowskim.

## Odznaczenia i wyróżnienia
- 1948 Medal Wojska
- 1949 Krzyż Walecznych (Polskich Sił Zbrojnych na Zachodzie)
- 1984 medal „Za udział w wojnie obronnej 1939”;

Medal za Warszawę 1939–1945
Medal Zwycięstwa i Wolności 1945
- 1979 Krzyż Armii Krajowej
- 1982 Warszawski Krzyż Powstańczy
- 1985 Odznaka pamiątkowa Akcji „Burza”

Medal Maksymiliana Kolbego „Nasza miłość za Wasze cierpienia”
- 1992 Krzyż Partyzancki
- 1996 Odznaka Weteran Walk o Wolność i Niepodległość Ojczyzny
- 2000 Patent Weteran Walk o Wolność i Niepodległość Ojczyzny
- 2000 Honorowa, srebrna odznaka jeździecka Polskiego Związku Jeździeckiego
- 2002 Krzyż Kawalerski Orderu Odrodzenia Polski

Honorowa Obywatelka Królewskiego Miasta Łęczyca

## Twórczość pisarska
- 1963 Life in Both Hands, Hodder and Stroughton (Londyn)
- 1972 Poems and Visual Images, King Ehret (USA)
- 1983 Galopem na przełaj, Iskry, ISBN 83-207-0663-7
- 1987 Z wiatrem, pod wiatr, PAX
- 1990 Ali Baba i jego pieskie życie • Ali Baba and His Dog's Life (książka dwujęzyczna), Wydawnictwo Omega, ISBN 83-7042-022-2

Galopem pod wiatr, Wydawnictwo Omega
- 1992 Po rosie, po grudzie, Polska Oficyna Wydawnicza BGW
- 1993 Z wiatrem, pod wiatr (II wyd. pol.), Iskry, ISBN 83-207-1427-3
- 2000 Pół wieku wspomnień, Wydawnictwo Muza, ISBN 83-7200-576-1

Prace zbiorowe
- 1964 Wspomnienia więźniów Pawiaka, LSW
- 1999 Ojciec święty i ja